# Richard Ponsonby
Le Reverend et L'honorable Richard Ponsonby (1772-1853) est un membre du clergé irlandais qui exerce de hautes fonctions dans l'Église d'Irlande.

## Biographie
Il est né à Dublin en 1772, troisième fils de William Ponsonby (1er baron Ponsonby) d'Imokilly et de Louisa Molesworth . Il fait ses études au Kilkenny College et à l'Université de Dublin, où il obtient un baccalauréat ès arts en 1794 et une maîtrise ès arts en 1816.
Au cours de 1795, il est ordonné diacre le 1er mars et prêtre le 27 novembre, et est installé prébendier à la Cathédrale Saint-Patrick de Dublin le 2 décembre . Il devient Precentor de St. Patrick's le 25 juillet 1806 et doyen le 3 juin 1817 . Il est consacré évêque de Killaloe et de Kilfenora le 16 mars 1828 , et est transféré à Derry le 21 septembre 1831 ,. En vertu de la loi de 1833 sur les temporalités d'église (Irlande), il devient évêque de Derry et Raphoe le 5 septembre 1834, au moment de l'union des deux diocèses . Il est président de la Church Education Society et meurt au palais épiscopal de Derry le 27 octobre 1853 ,.
Il épouse, en 1804, sa cousine Frances, deuxième fille de John Staples. Elle meurt le 15 décembre 1858, après avoir eu un fils, William Brabazon, quatrième et dernier baron Ponsonby d'Imokilly, décédé à bord de son yacht, le Lufra, au large de Plymouth, le 10 septembre 1866 . Le couple a également quatre filles, Harriet, Elizabeth, Frances et Emily. Frances et Emily ont tenu un journal commun intéressant, dont les fragments restants ont été publiés dans les années 1970, enregistrant leurs impressions sur le Donegal en 1837, lorsqu'elles accompagnèrent leur père lors de sa visite.